# Shin Kidō Senki Gundam Wing: Endless Duel
New Mobile Report Gundam Wing: Endless Duel (新機動戦記ガンダムＷ Endless Duel Shin Kidō Senki Gundam Wing: Endless Duel?) es un juego de lucha lanzado al mercado exclusivamente en Japón en 1996. Fue el primer videojuego basado en la serie Mobile Suit Gundam Wing, y nunca fue comercializado fuera de Japón. Los desarrolladores del videojuego utilizaron el mismo motor que usaron en el juego Mighty Morphin Power Rangers: The Fighting Edition, pero con algunas mejoras añadidas exclusivamente para este juego.

## Mobile Suits
Los Mobile Suits disponibles para jugar son 10: los 5 Gundams originales, así como el posterior Wing Zero, el Epyon y los Mobile Suits Tallgeese, Mercurio y Vayeate. Otros Mobile Suits de la serie aparecen como parte de la escenografía.

## Técnicas Especiales
En los combates ambos pilotos Gundam tienen un contador de energía de 300 SP justo debajo de la Barra de Salud. La energía es utilizada para realizar técnicas especiales de ataque que consumen 100 SP. Todos los gundams, a excepción del Epyon, tienen ametralladoras o vulcans, que también consume de SP, uno por bala. Cada personaje tiene uno o dos ataques super especiales que requieren 200 SP. A medida que el jugador hace daño a su oponente o intercepte los ataques en modo de defensa, este puede recobrar la energía perdida; mientras más daño se cause al oponente o más ataques que se intercepte en modo de defensa, muchas mayores cantidades de energía se podrán recobrar.

## Música
La música de la introducción del juego es una versión sintetizada de la canción "Rhythm Emotion", tema de apertura del segunda temporada de la serie de TV. Aunque la canción que suena es "Rhythm Emotion", La secuencia presenta escenas parecidas al intro de la primera temporada de la serie, donde el Tallgeese y el Wing Gundam aparecen luchando en el espacio.